# Вигры (село)
Ви́гры (пол. Wigry) — село, расположенное на территории гмины Сувалки, входящей в состав Сувалкского повета Подляского воеводства, на северо-востоке Республики Польша.
В 1975—1998 годах село входило в состав Сувалкского воеводства.
Расположено в регионе Сувалкского поозёрья близ одноимённого озера.

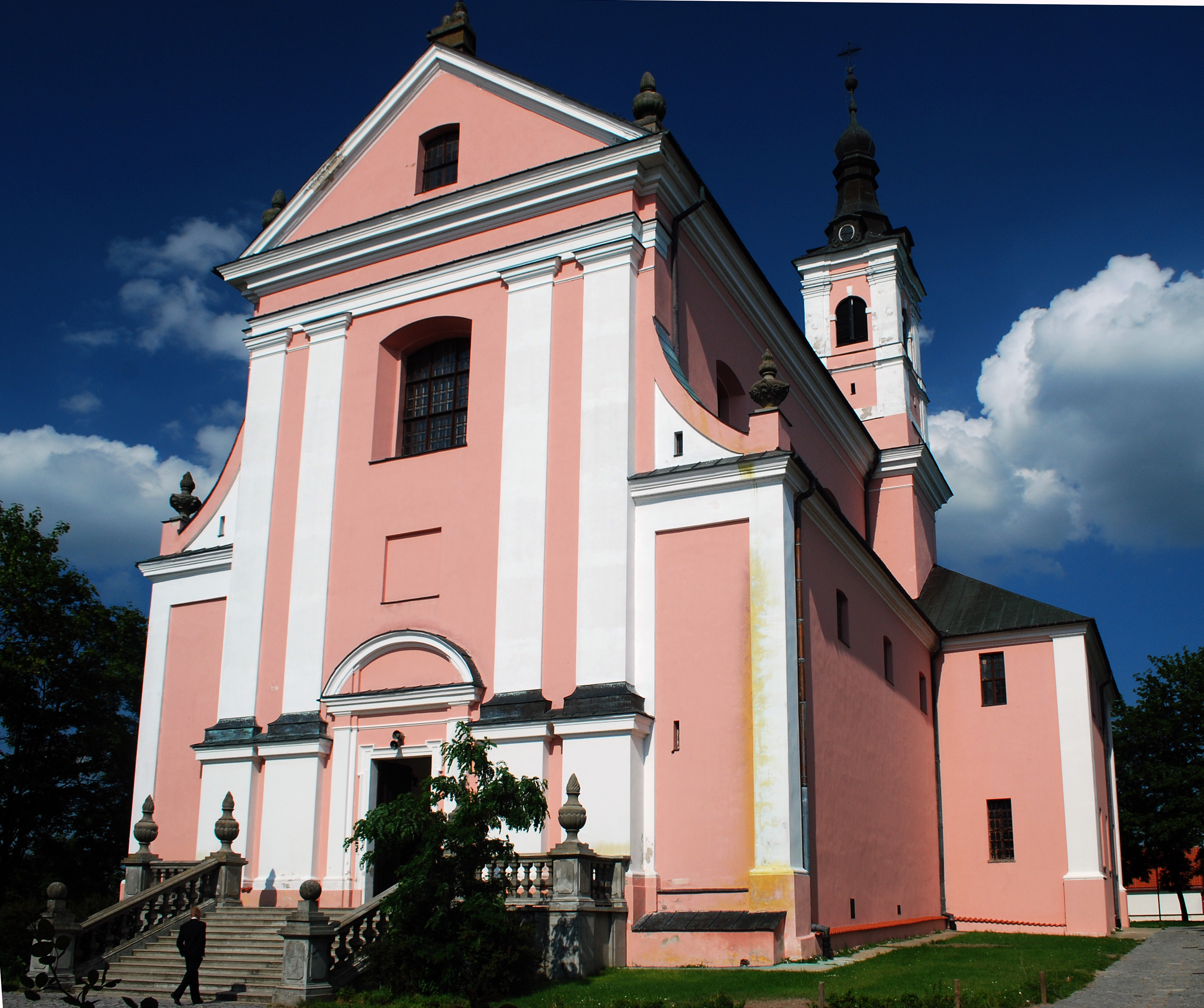
Церковь в Виграх.

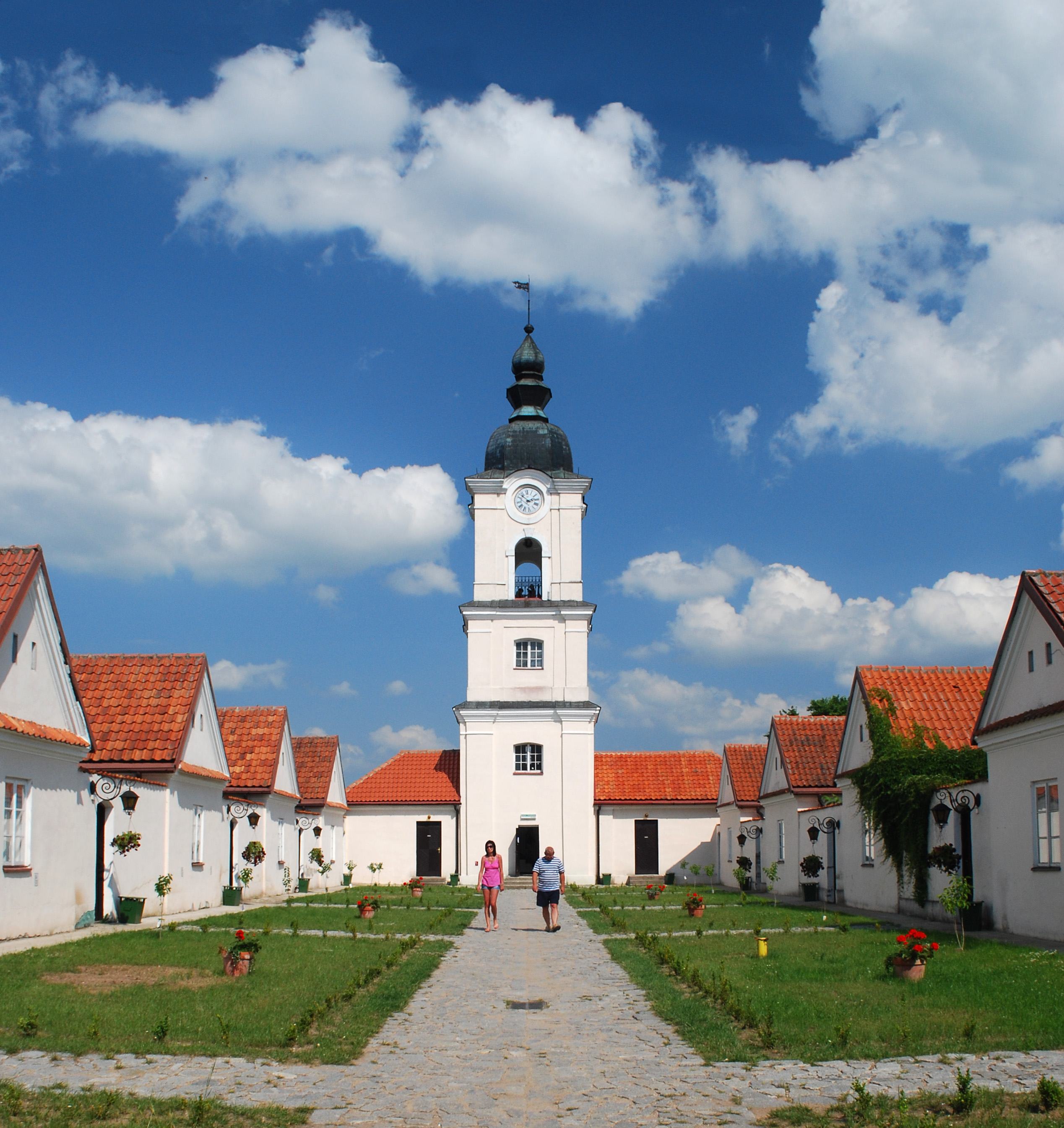
Площадь, окружённая корпусами.

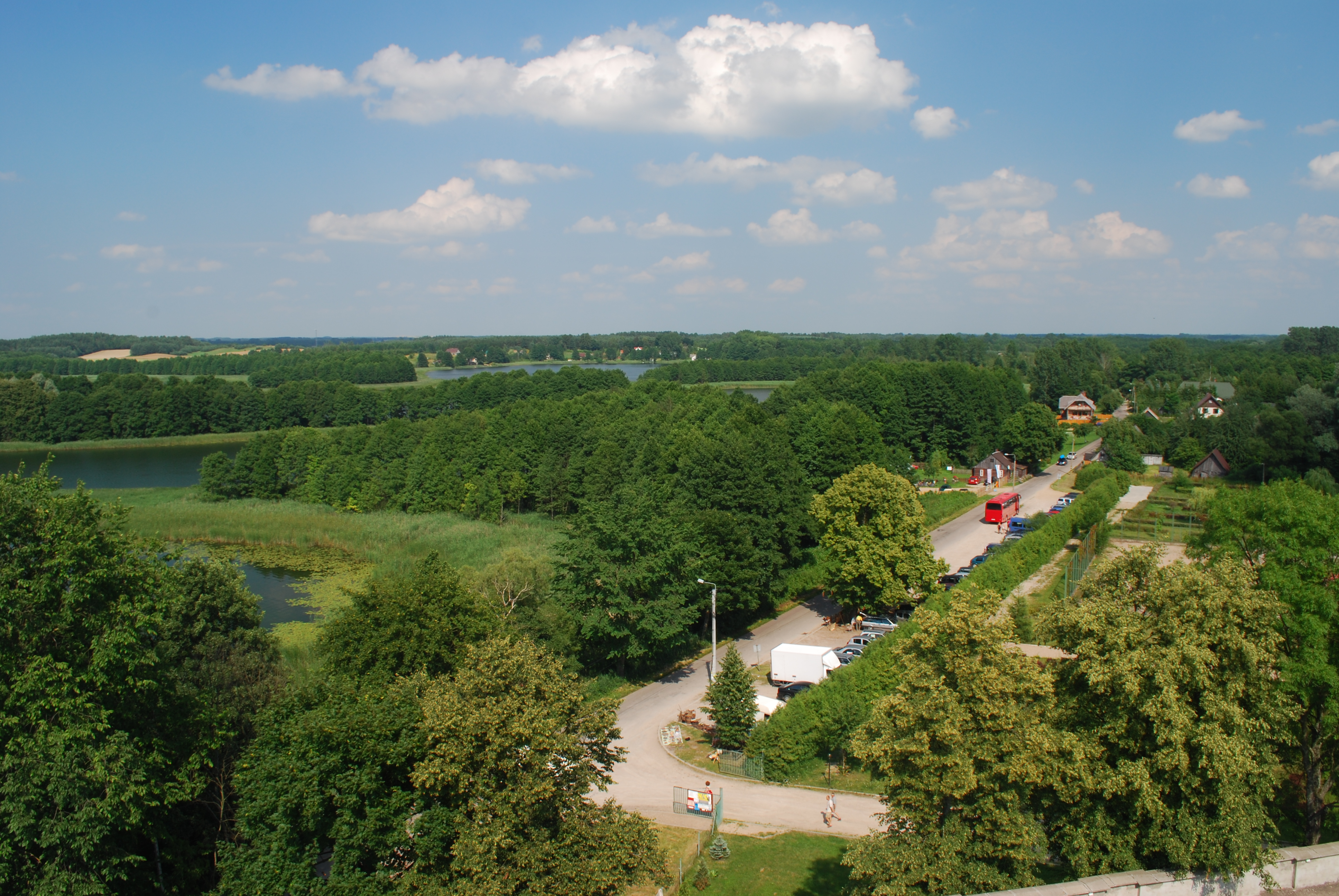
Вид на село с территории монастыря.

## Монастырь камальдулов
На территории села, на которой ранее находился монастырь Ордена Камальдулов, расположена церковь. В 1975—2010 года на территории села располагался Дом Творчества Министерства Культуры и Искусства. В настоящее время монастырь находится в прямом подчинении церкви. На территории монастыря расположены выставленные на продажу гостиницы и квартиры. Достопримечательностями, осматривающимися туристами, являются: палаты и часовня Папы Римского, склеп, расположенный на территории церкви, часовая башня, торговые ярмарки и частная библиотека, принадлежащая Иоанну Павлу II и учреждённая после ночлега Папы на территории монастыря в 1999 году. Убранство церкви, построенной в стиле рококо, очень роскошно, службы в ней проводятся регулярно и часто венчания. В храме проводятся выступления лиц, поющих по Григорианскому образцу.
Крипта церкви состоит из более 40 помещений, в которых захоронены останки усопших отшельников. Два помещения, облицованных стеклом и, возможно, разграбленных в годы Второй мировой войны солдатами германского Вермахта, движимыми желанием разбогатеть, почернели через некоторое время после исчезновения мощей. На одной из стен был найден рисунок, изображающий пляску смерти, на которой монаху предлагается потанцевать.
Близ монастыря на берегу озера Вигри раскинулись палатки и пансионаты. 13-15 августа на территории монастыря проводится Вигерская ярмарка.
На территории села режиссурой Станистава Тима проходили съёмки фильма «Рысь».